# Ernst Berger (Maler, 1857)

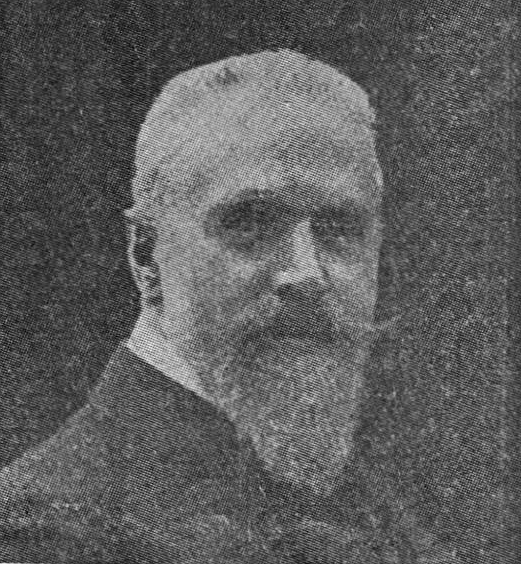
Ernst Berger

Ernst Berger (* 3. Januar 1857 in Wien; † 30. April 1919 in München) war ein österreichischer Maler und Fachschriftsteller.

## Leben
Ernst Berger war ein Bruder des Augenarztes und Friedensaktivisten Emil Berger (* 1. August 1855 in Wien; † März 1926 Montreux) und von Betti Genendel Adler (12. Juli 1859; † 17. Dezember 1933), Frau des Musikwissenschaftlers Guido Adler.
Er besuchte das Gymnasium, die Handelsschule und ab 1874 studierte er an der Akademie der bildenden Künste Wien bei August Eisenmenger und Hans Makart. Berger malte insbesondere Genrebilder, die oft orientalische Motive darstellen und Einflüsse Makarts zeigen. Außerdem schuf er Historienbilder und Landschaftsstudien. Er beschickte regelmäßig Ausstellungen im Münchener Glaspalast und Wiener Künstlerhaus.
Ab 1882 lebte Berger in der Gartenstrasse (spätere Kaulbachstraße) 33 München, wo er an der Akademie der Bildenden Künste als Forscher und Lehrer in der Geschichte der Maltechnik tätig war.  Um die Jahrhundertwende verfasste er mehrere umfangreiche Studien über ältere und neuere Maltechnik, einschließlich Ausgaben wichtiger kunsthistorischer Quellen (siehe unten). Von 1909 bis 1918/1919 lehrte er Maltechnik an der Damenakademie des Münchner Künstlerinnenvereins.
Im April 1919 wurde er unter dem Vorwurf, eine Bekanntmachung der Münchner Räterepublik zerstört zu haben, festgenommen, im Luitpold-Gymnasium festgehalten und mit den Soldaten des 8. Husarenregiments Walter Hindorf und Fritz Linnenbrügger sowie sieben Mitgliedern der Thule-Gesellschaft bei den  Gefangenenerschießungen im Luitpold-Gymnasium erschossen.

## Bilder
- Orientalischer Markt beim Fondaco de’Turchi in Venedig, 1882 im Künstlerhaus Wien ausgestellt[4]
- Sarahs Bestattung in der Höhle Machpelah
- Rebecca verlässt das Haus ihres Vaters
- Traum vom Jungbrunnen, 1886, Silbermedaille der Ausstellung von Melbourne Exhibition[5]
- Bairambraut[6], 1889.
- Altvenetianische Brunnenweihe. 1892.
- Die Anbetung der Könige, um 1900, Bleistift, 250 × 220 mm, Kupferstichkabinett Dresden (aus der Sammlung Prinz Johann Georgs von Sachsen)[7]
- Am häuslichen Herd, Lw, Verbleib nicht bekannt (Foto: Bruckmann-Bildarchiv)

## Veröffentlichungen
- Quellen und Technik der Fresko-, Oel- und Tempera-Malerei des Mittelalters von der byzantinischen Zeit bis einschließlich der 'Erfindung der Oelmalerei' durch die Brüder van Eyck [...]. Georg D. W. Callwey, München 1897 (Beiträge zur Entwickelungs-Geschichte der Maltechnik 3) online 2. Auflage 1912 (enthält u. a. das Straßburger Malerbuch (frühe deutschsprachige maltechnische Quelle), nach dem verlorenen Straßburger Manuskript)
- Katechismus der Farbenlehre. Weber, Leipzig 1898, 326 S.
- Quellen für Maltechnik während der Renaissance und deren Folgezeit (= Beiträge zur Entwickelungs-Geschichte der Maltechnik. 4) Georg D. W. Callwey, München 1901  (enthält im 3. Teil eine kommentierte Ausgabe der Mayerne-Handschrift (British Library MS Sloane 2052) (1620–40), einschließlich Pictoria, sculptoria, tinctoria et quae subalternarum artium)
- Die Maltechnik des Altertums nach den Quellen, Funden, chemischen Analysen und eigenen Versuchen. Georg D. W. Callwey, München 1904 (= Beiträge zur Entwickelungs-Geschichte der Maltechnik. 1/2).[8]
- Böcklins Technik. Callwey, München 1906.
- Handbuch der Farbenlehre. Weber, Leipzig 1909.
- Fresko- und Sgraffito-Technik nach älteren und neueren Quellen (= Beiträge ... 5). Callwey, München 1909
- Die Wachsmalerei des Apelles und seiner Zeit. Callwey, München 1917.
- Nachruf auf Paul Heering.

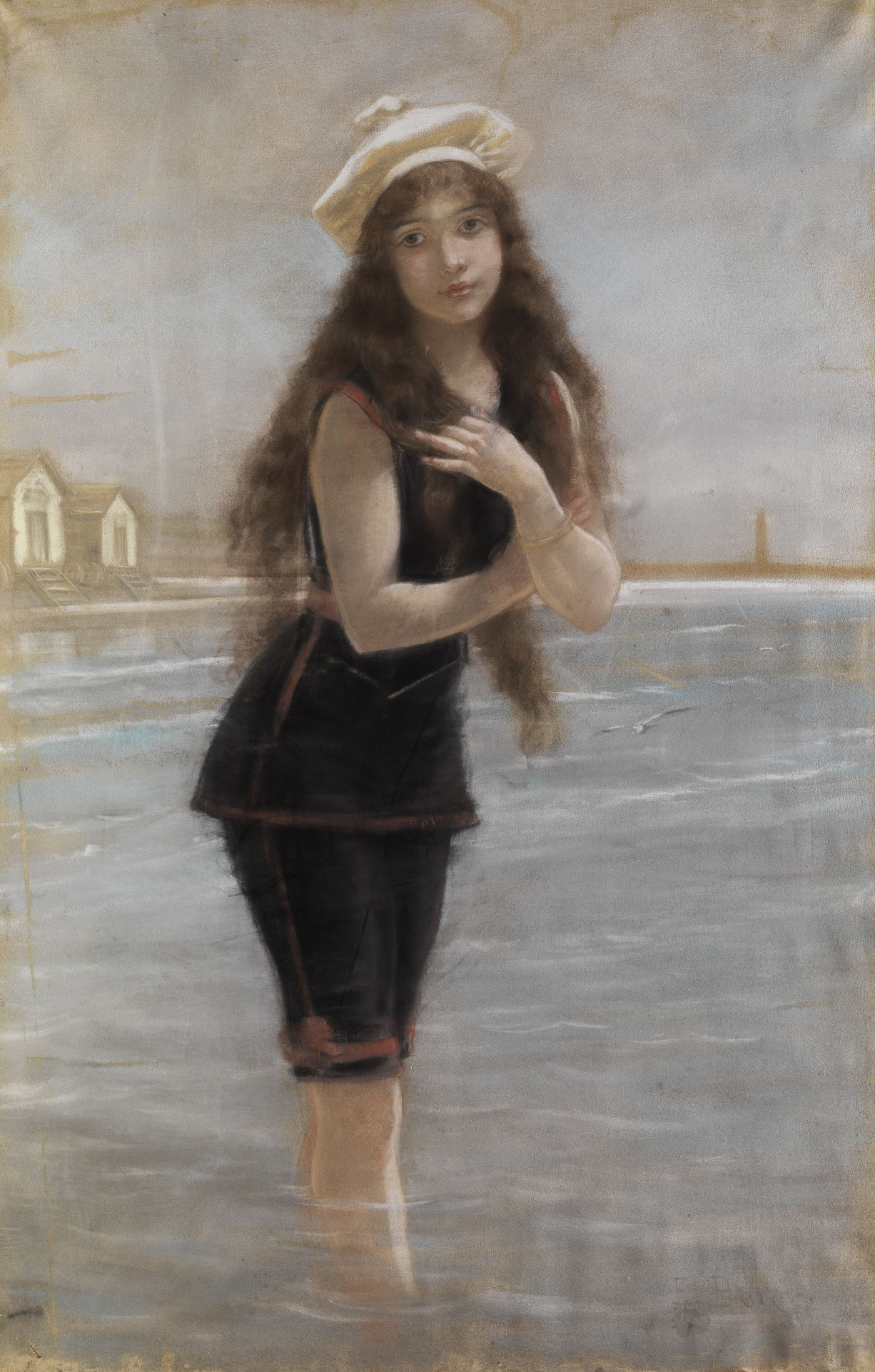
Strandschönheit
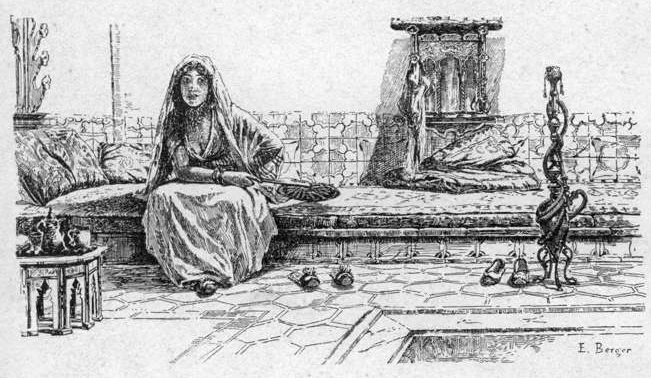
Interieur mit Haremsdame. Tuschfederzeichnung auf Karton. 22 × 37,9 cm.
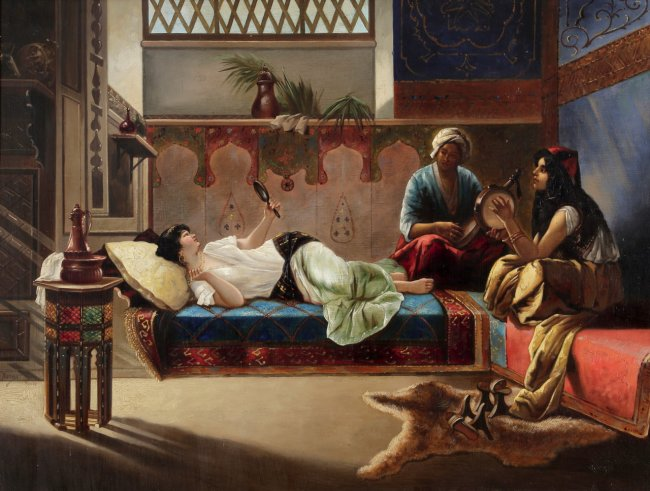
Im Harem
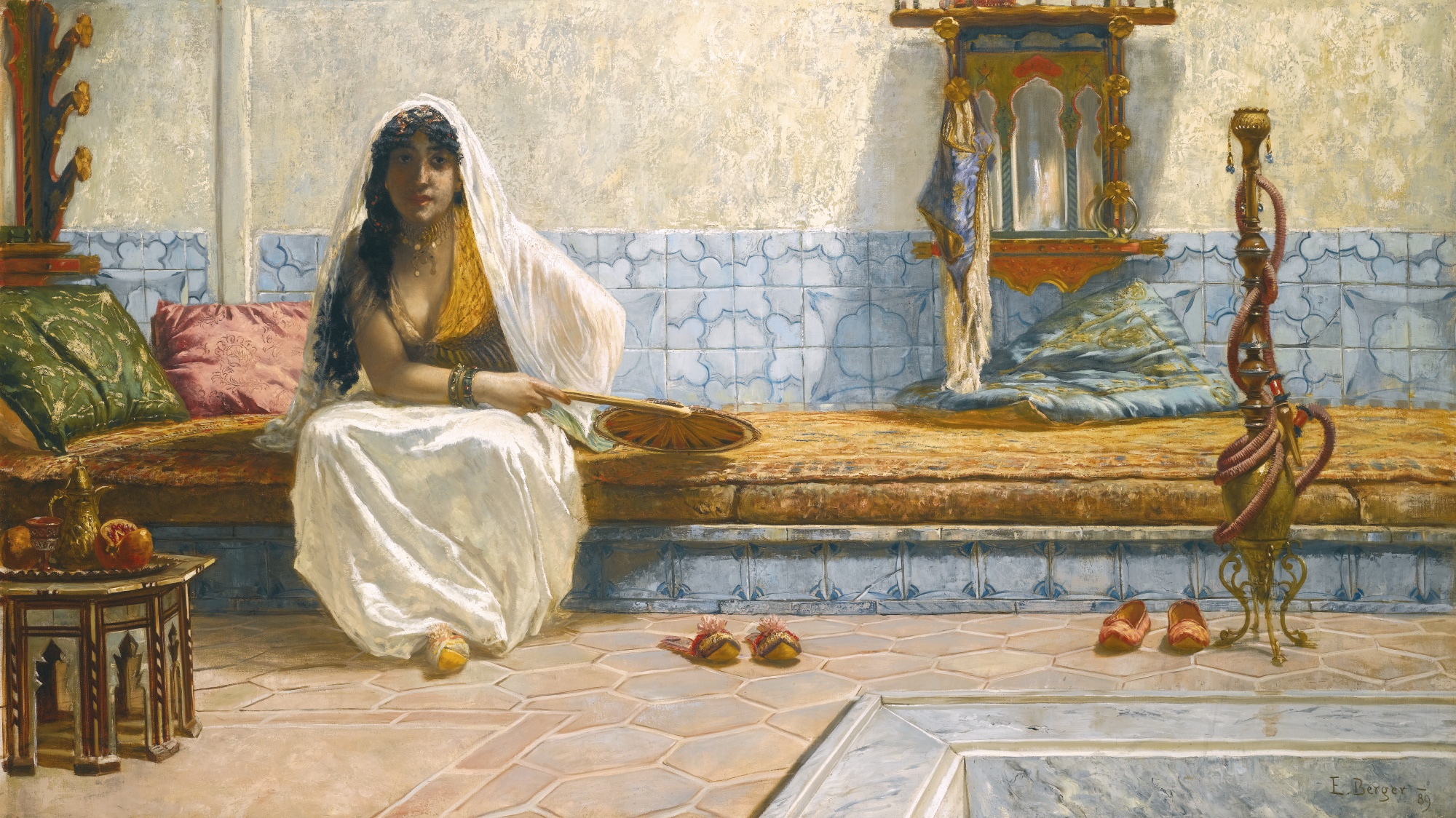
Stille Stunde
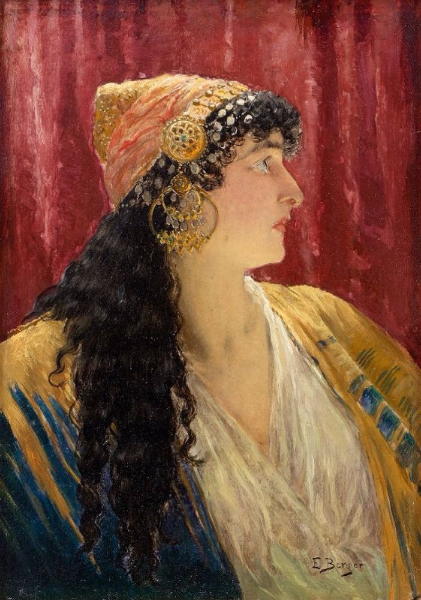
Orientales Porträt